# Cerambycidae

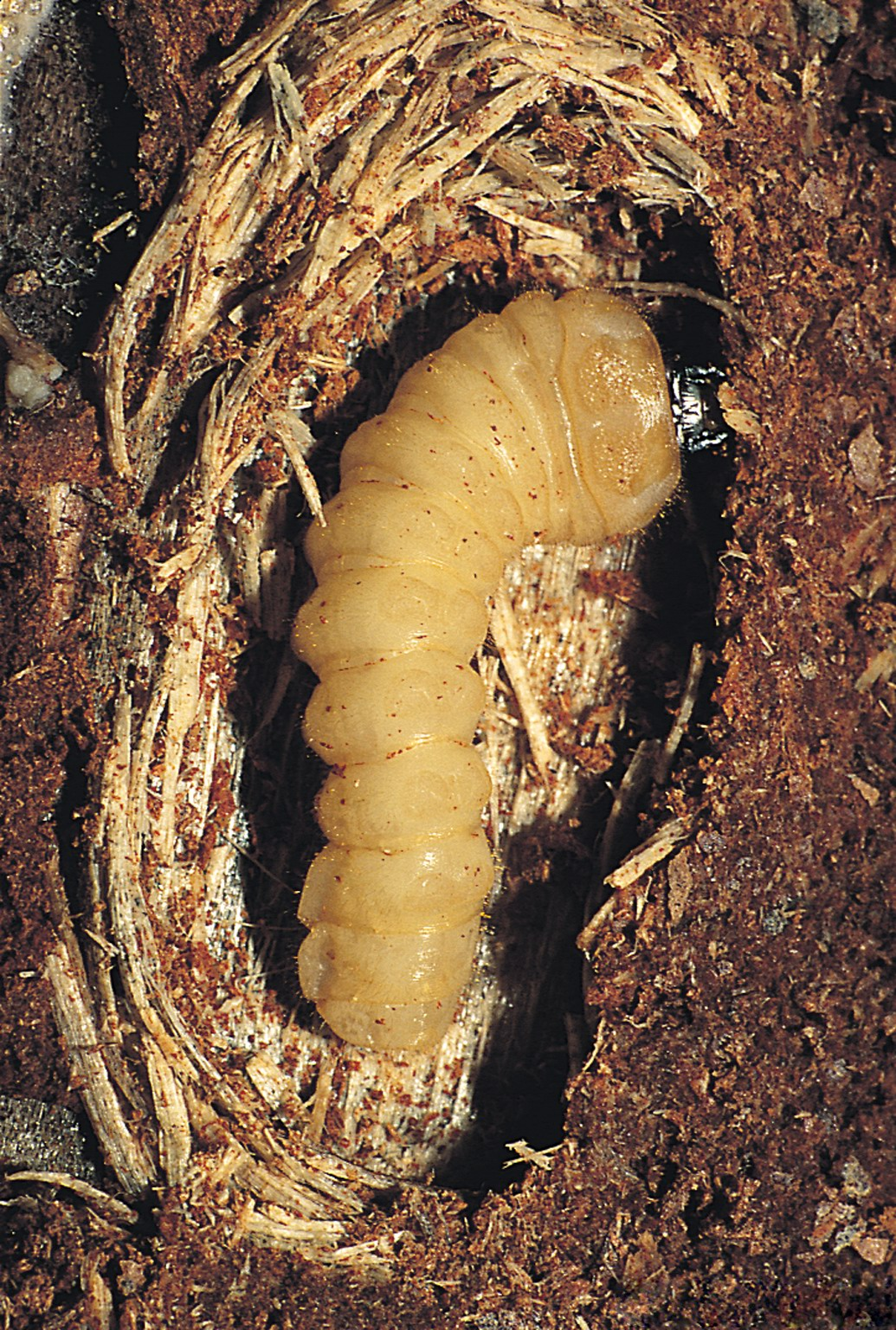
Larva típica de Cerambycidae, Acanthocinus aedilis.

Los cerambícidos o escarabajos longicornios (Cerambycidae) son una familia de coleópteros polífagos. Es una de las grandes familias de coleópteros, con más de 33 000 especies. Según estimaciones aproximadas de los especialistas, la familia abarca unos 5 200 géneros que se distribuyen por todo el mundo, pero esto está lejos de ser una estimación completa, ya que anualmente se describen nuevas especies sobre todo de zonas tropicales y ecuatoriales, pero también de otras regiones, como Europa, Asia Menor y América del Norte. En Ucrania se han descrito unas 280 especies de cerambícidos, a modo de comparación: en EE. UU. - 1200, en Canadá  - 350 y en Rusia - 585. Al mismo tiempo, los cerambícidos son una de las familias más estudiadas, lo que se debe a su atractivo estético y su gran popularidad entre los coleccionistas, cuyas colecciones también son de gran importancia científica, ya que muchas veces se convierten en fuente de descubrimiento de nuevas especies. por los entomólogos al compilar listas de fauna en determinados territorios, etc.
La mayoría de las especies se caracterizan por tener antenas tan largas o más que el cuerpo del escarabajo. Unas pocas especies tienen antenas cortas (por ejemplo, Neandra brunnea), por lo que son difíciles de distinguir de familias afines como Chrysomelidae. «Cerambycidae» proviene de una figura mitológica griega: tras una discusión con ninfas, el pastor Cerambo se transforma en un gran escarabajo con cuernos.
A menudo presentan llamativos colores. El más grande es el raro escarabajo titán de la Amazonia (Titanus giganteus), de 17 cm de largo.

## Morfología

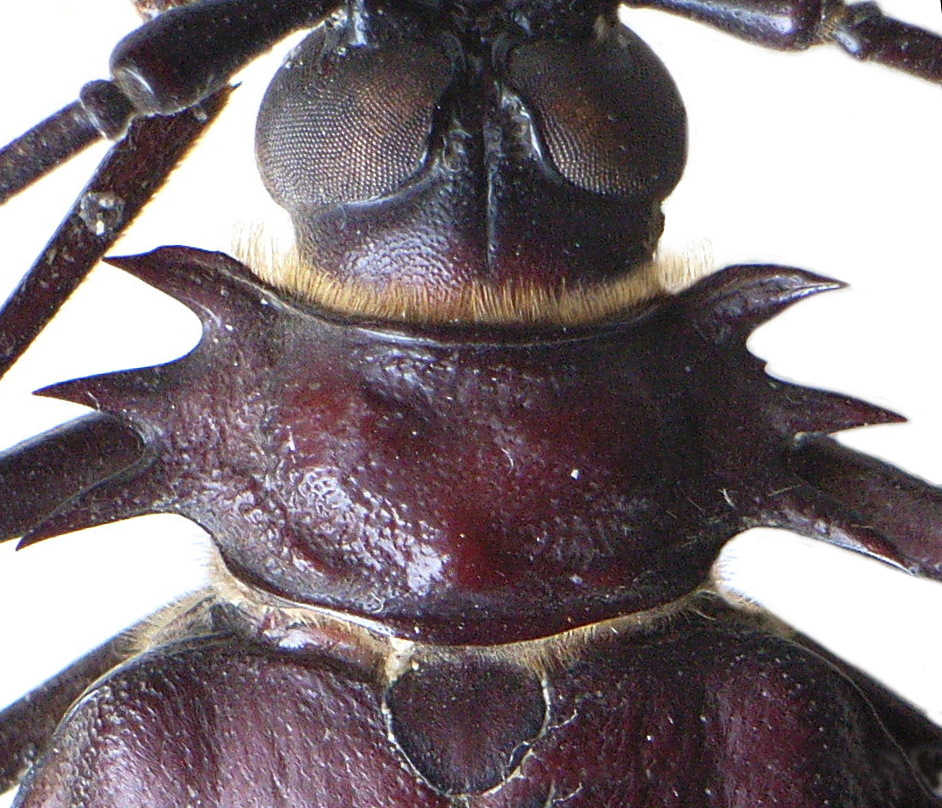
La cabeza de Derobrachus está dirigida hacia delante - típico de la subfamilia Prioninae.

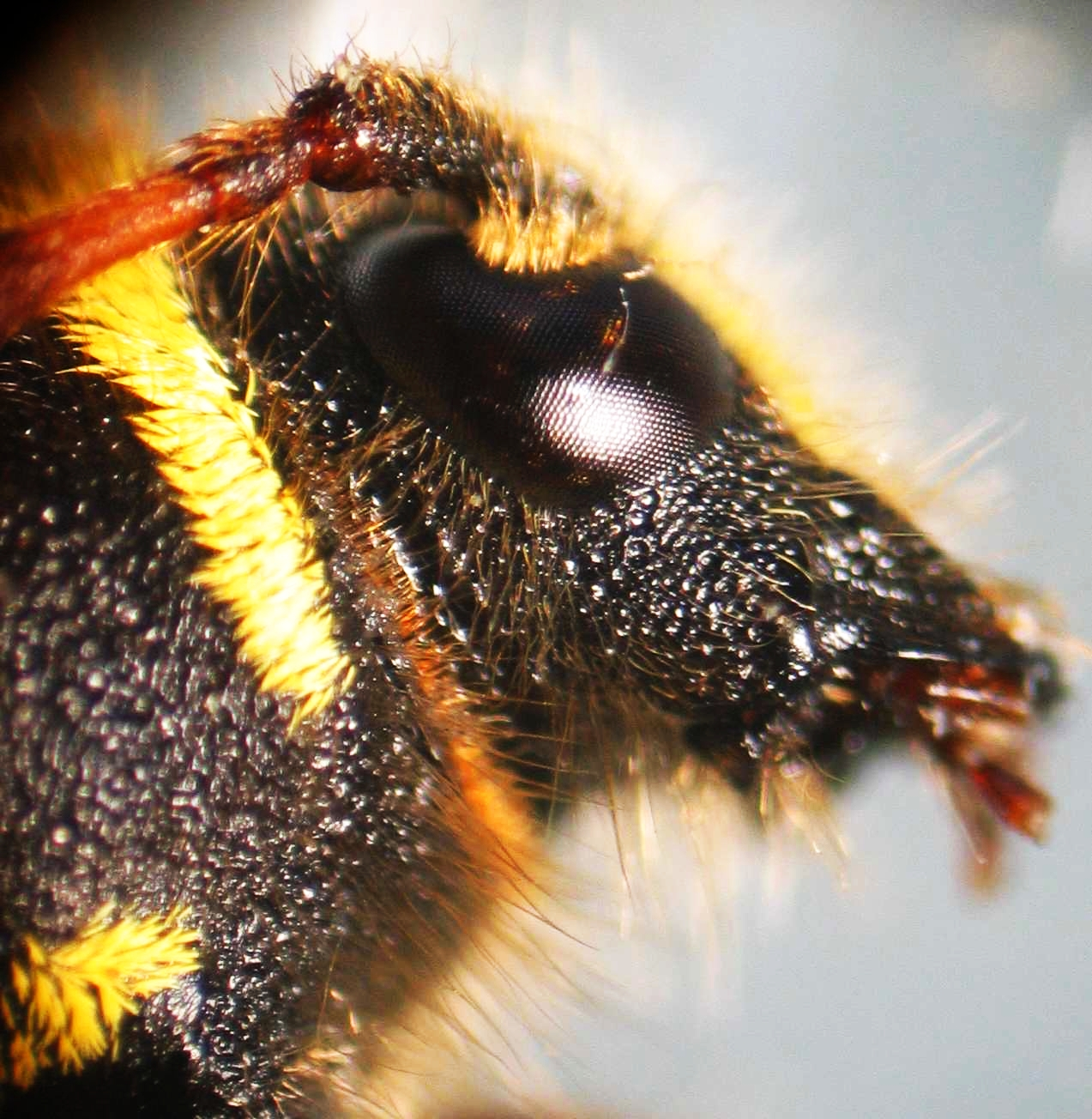
La cabeza de Clytus arietis está dirigida en un ángulo de 40° respecto al eje del cuerpo - típico de la subfamilia Cerambicinae.

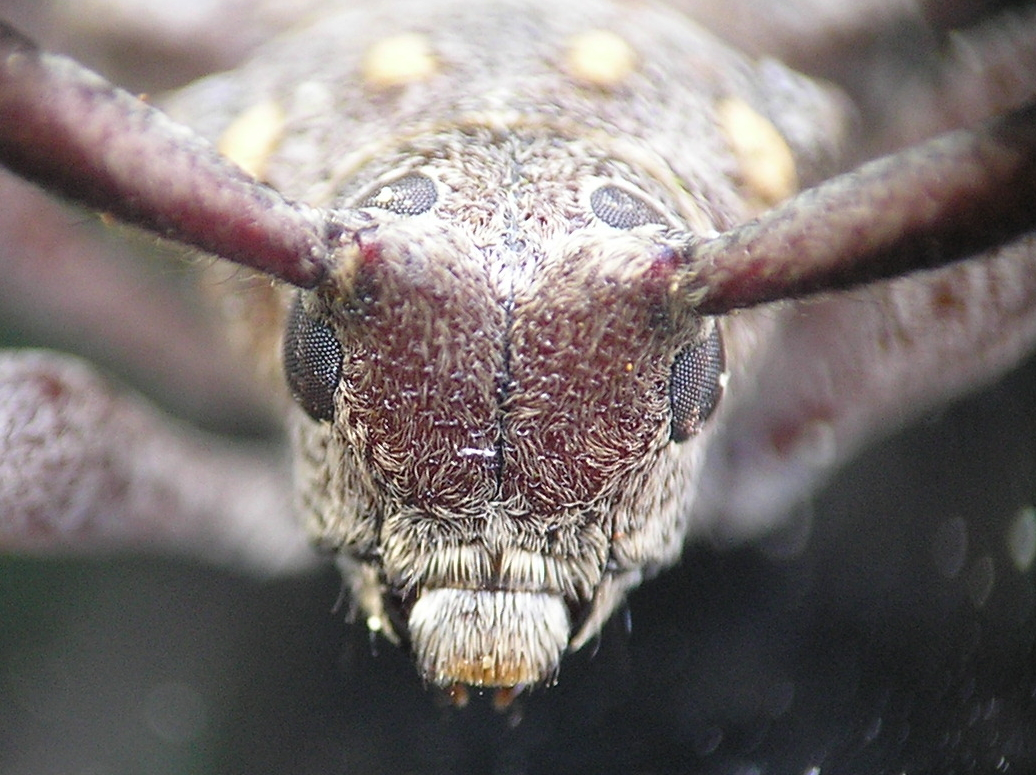
La cabeza de Acanthocinus aedilis está dirigida en un ángulo de 90° con respecto al eje del cuerpo - típico de la subfamilia Lamyinae.

El cuerpo de los escarabajos imagos o adultos, como el de otros insectos, consta de tres partes principales: cabeza, tórax y abdomen.
La cabeza de la barbilla tiene forma redondeada y su parte trasera se adentra en el protórax. Dentro de la familia, se distinguen dos tipos de cabeza: la primera se dirige hacia adelante u oblicuamente hacia abajo en un pequeño ángulo con respecto al eje central del cuerpo (Pryoninae, Lepturinae, Cerambicinae, Aseminae, Netidalinae), la segunda se dirige hacia abajo en ángulo. de 90° con respecto al eje principal del cuerpo (Lamiinae ). A los lados de la cabeza hay ojos complejos y multifacéticos, que tienen una forma de muesca en forma de riñón, típica de las barbillas. A veces, los ojos están completamente divididos en dos partes; da la impresión de que el escarabajo tiene dos pares de ojos (algunos Lyamiina). En la parte superior de la cabeza se distinguen varias partes débilmente delimitadas: cuello, occipucio, sienes, coronilla, frente y clavícula. La parte de la cápsula de la cabeza que ingresa al tórax se llama cuello. La parte de la cabeza directamente adyacente al cuello se llama occipucio y tiene forma convexa. A ambos lados de la parte posterior de la cabeza, los bigotes tienen protuberancias características: sienes. Entre los ojos, encima de la parte posterior de la cabeza, hay una corona, que en la parte delantera se convierte en frente.

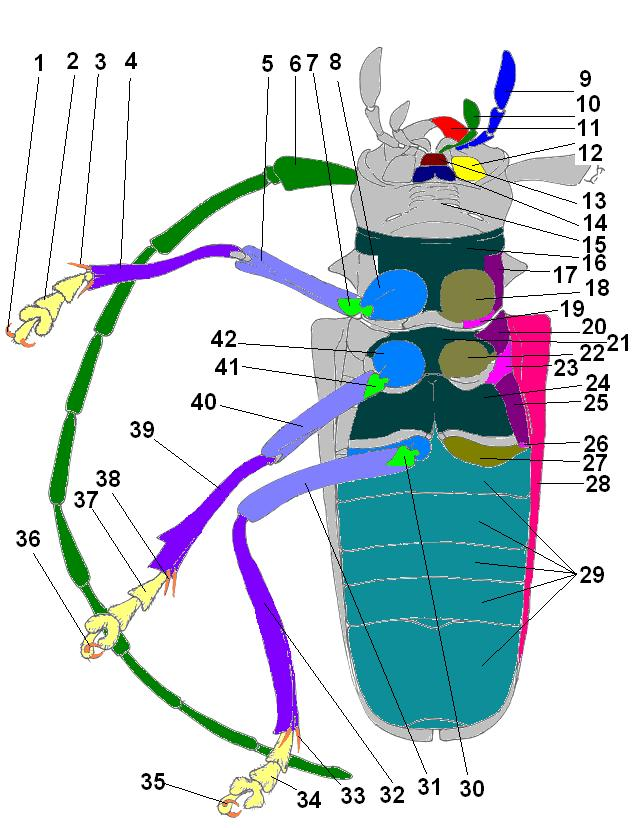
Morfología de la cara ventral de un cerambícido en el ejemplo del Cerambícido del gran abeto occidental (Monochamus sartor) Símbolos: 1, 35, 36 - garra, 2, 34, 37 - pata, 3, 33, 38 - espolón, 4, 32, 39 - tarso, 5, 31, 40 - fémur, 6 - antenas, 7, 30, 41; - pivote, 8, 42 - pelvis, 9 - tentáculo maxilar, 10 - tentáculo labial, 11 - mandíbula, 12 - lengua adicional, 13 - lengua, 14 - mentón, 15 - garganta, 16 - protorax, 17, 20, 25 - episternas, 18, 22, 27 - cavidades pélvicas, 19, 23, 26 - epímeros, 21 - tórax medio, 24 - tórax posterior, 28 - epipleura, 29 - esternitos abdominales.

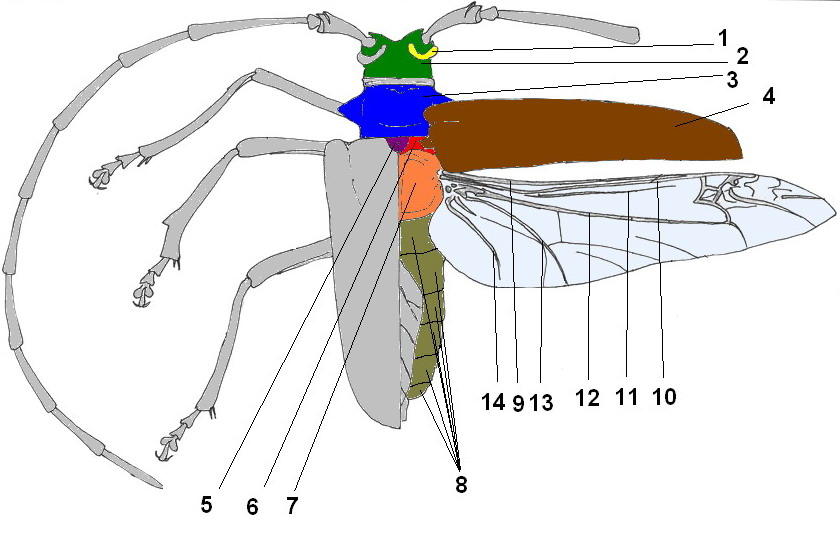
Morfología de la cara dorsal de un cerambícido y venación de las alas en el ejemplo del Cerambícido del gran abeto occidental Designación: 1- ojo, 2- cabeza, 3- interdorsal, 4- élitros, 5 - escudo, 6- ala media, 7- ala posterior, 8- tergitos abdominales, 9- vena costal del ala, 10 - vena subcostal del ala, 11- vena radial del ala, 12- vena media del ala, 13- primera vena anal del ala, 14- segunda vena anal del ala.

En la frente, entre los ojos, hay antenas (antenas), cuyas bases están contenidas en las depresiones de las antenas. Las antenas constan de 11 segmentos, y en algunos géneros (Agapanthia, Phytoecia, Stenostola, etc.) - de 12. En los representantes de los géneros Monochamus, Lamia, Morimus, la primera articulación tiene una cicatriz, una característica protuberancia plana en forma de media luna cerca del ápice. Las antenas en su mayoría exceden la longitud de la mitad del cuerpo, tienen forma de cerdas o filamentosas, ocasionalmente dentadas o en forma de peine, y durante la vida se colocan sobre la espalda y solo se pueden insertar a lo largo de la parte superior del cuerpo; esta es una de los rasgos que distinguen a la familia de las antenas de otras familias de anfibios. La longitud de las antenas de los machos es significativamente mayor que la de las hembras. En la parte frontal de la frente hay una costura que separa la plataforma de ella. Las mejillas se encuentran a los lados de la cabeza, debajo de los ojos. El labio superior, que cubre parcialmente la mandíbula, está unido a la plataforma. En la parte inferior de la cabeza, entre el cuello y el aparato bucal, se encuentra la garganta. Su parte anterior y más estrecha, que se encuentra adyacente al labio inferior, se llama submento o mentón, y los surcos longitudinales en su base son las suturas de la garganta. Los barbados tienen un aparato bucal para morder, que consta de mandíbulas o mandíbulas, labio superior, labio inferior, mentón, tentáculos labiales y maxilares.

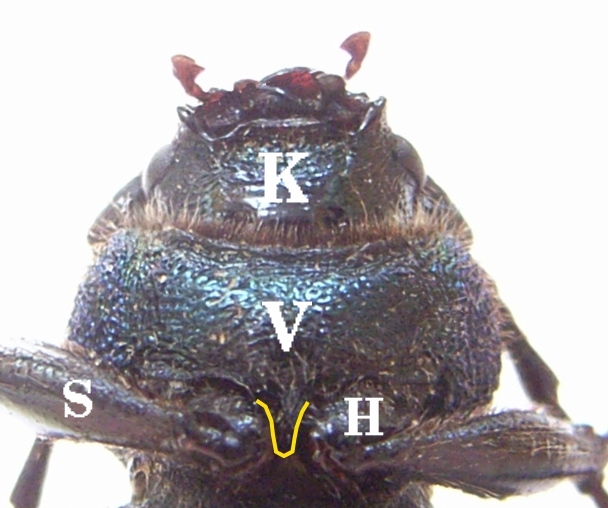
Estructura de la parte anterior del cuerpo del escarabajo bigotudo en el ejemplar de Callidium violaceum. Símbolos: K - cabeza, V - pecho, H - ala posterior, S - tórax; resaltado en color: amarillo - crecimiento del antepecho

El cofre consta de tres segmentos, de los cuales el primero es el más desarrollado. En la cara dorsal se llaman espaldas: delantera, media y trasera.
El pronoto suele tener una espina lateral (en Monochamus, Cerambyx, Lamia textor, Rhagium, etc.) o un tubérculo (en Carilia Mulsant, Pachyta, etc.), y en otros simplemente es redondeado (por ejemplo, en Anastrangalia, Lepturobosca, Plagionotus, Callidium ). Solo la parte delantera trasera es visible desde arriba, y la parte media trasera, a excepción del escudo, y la parte trasera están ocultas por los élitros. Los élitros están unidos a la parte media de la espalda y las alas membranosas para volar están unidas a la espalda. Algunas especies, como Lamia textor, Morimus, Dorcadion, han perdido la capacidad de volar y sus alas están reducidas o completamente ausentes. La parte de los élitros que se extiende hasta la parte inferior del cuerpo se llama epipleura. Casi todos los tipos de barbillas pueden emitir chirridos debido a la fricción de la apófisis de la parte media de la espalda contra el borde posterior de la parte delantera de la espalda. En la parte inferior, el tórax consta de tórax anterior, medio y posterior. Cada uno de estos segmentos, a su vez, consta de una parte central, un disco, separado de él por los lados lateral, el episternum y posterior, el epímero. En la parte posterior de cada segmento del tórax hay depresiones pélvicas, en las que en realidad se encuentra la pelvis, parte de la extremidad.

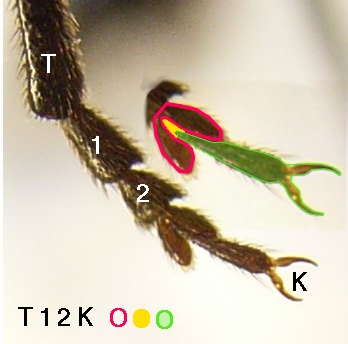
La estructura de la pata de los cerambícidos en el ejemplo del cerambícido morado. Designación: T - tibia, 1 - primera articulación del tarso, 2 - segunda articulación del tarso, K - garras ; resaltado en colores: rojo - la tercera articulación del tarso, amarillo - la cuarta articulación del tarso, verde - la quinta articulación del tarso.

Las extremidades constan de cinco partes principales: pelvis, muslos, pantorrillas y articulaciones de los pies. En las barbillas, las cuencas delanteras tienen forma esférica o cónica, las del medio suelen ser esféricas y las traseras transversales. El acetábulo conecta la pelvis con la cadera, con la que se mueve libremente. La pierna está unida a la parte superior del muslo y el pie con articulaciones está unido a él. En la parte superior de la tibia hay dos espolones, en algunas especies, uno. La pata tiene la apariencia de cuatro articulaciones, ya que, en realidad, la cuarta articulación es muy pequeña y prácticamente imperceptible. La tercera articulación está dividida en dos partes y es bilobulada. El último segmento del tarso lleva dos garras. Todos los segmentos de las piernas están más o menos expandidos con un denso cepillo de sedas en la parte inferior.
El abdomen consta de cinco anillos libres. En la parte superior, cubiertos por élitros, se llaman tergitos y en la parte inferior, esternitos. En el borde de los tergitos hay espiráculos a través de los cuales respiran los escarabajos. El último segmento del abdomen se llama pigidio

## Historia natural
Las larvas son principalmente xilófagas, es decir, se alimentan de madera y para ello perforan troncos y maderos, siendo importantes agentes recicladores en los ecosistemas forestales. Algunos se consideran plagas como la carcoma o capricornio doméstico (Hylotrupes bajulus), ya que daña muebles y vigas de madera, o el Vesperus xatartii (castañeta) que ataca al olivo. La digestión de celulosa parece estar ayudada por enzimas más que por microorganismos simbióticos.
Muchos adultos se alimentan de flores; otros de savia, hojas, frutas, corteza u hongos. Algunos no se alimentan o a lo sumo toman agua.
El ciclo vital puede llevar de uno a tres años en climas templados, pero también se han documentado ciclos de dos a tres meses hasta décadas. La mayor parte del ciclo transcurre en estadios larvales. Los adultos generalmente emergen, se dispersan, reproducen y mueren en unos pocos días o a lo sumo meses.

## Características
Los adultos pueden ser diurnos o nocturnos.
La duración del ciclo larvario es variable dependiendo del huésped, si es herbáceo un año, si es perenne variable.

## Clasificación
Los longicornios se encuentran estrechamente relacionados con los miembros de las familias Chrysomelidae, Megalopodidae y Orsodacnidae con quienes forman el taxón Chrysomeloidea, perteneciente al suborden de los escarabajos polífagos (Polyphaga), el más amplio y diverso de los subórdenes de coleópteros. 

### Subfamilias
Hay diez subfamilias, aunque existe cierta controversia en cuanto a la clasificación interna de los cerambícidos.
- Anoplodermatinae
- Apatophyseinae
- Cerambycinae
- Disteniinae (familia Disteniidae)
- Dorcasominae
- Lamiinae
- Lepturinae
- Necydalinae
- Prioninae
- Spondylidinae

## Biología

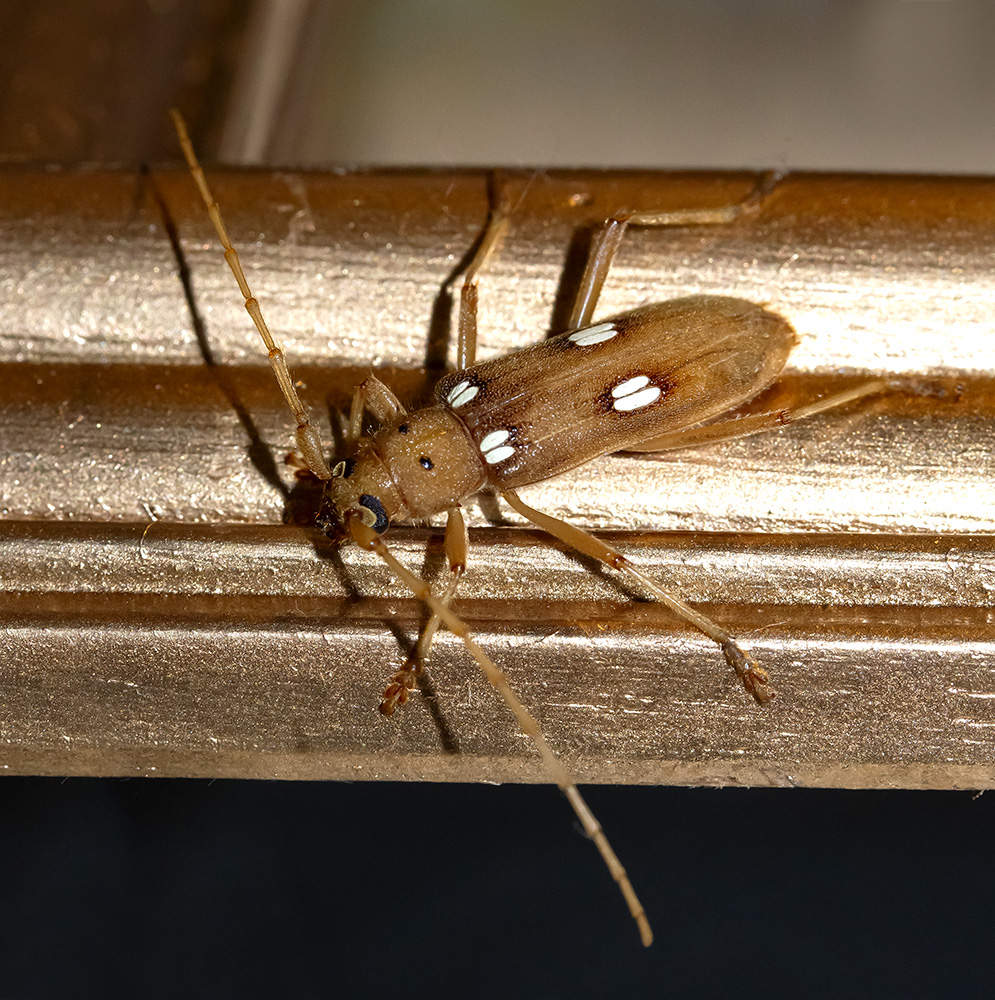
Escarabajo de cuernos largos de color marrón claro con manchas blanquecinas Eburia quadrigeminata.

Todas las larvas conocidas de escarabajos de cuernos largos se alimentan de tejidos vegetales como tallos, troncos o raíces de plantas herbáceas y leñosas, a menudo en árboles heridos o débiles. Algunas especies son plagas graves. Las larvas, denominadas barrenadores de cabeza redonda, perforan la madera, donde pueden causar grandes daños en árboles vivos o en madera sin tratar (o, en ocasiones, en la madera de los edificios; el barrenador de las casas viejas, Hylotrupes bajulus, es un problema especial en interiores).
Se sabe que muchos escólidos localizan y reconocen a los posibles hospedadores detectando atrayentes químicos, como los monoterpenos (compuestos liberados en masa por las plantas leñosas cuando sufren estrés), el etanol (otro compuesto emitido por el material vegetal dañado) e incluso las feromonas de los escarabajos de la corteza. Muchos escolítidos comparten con los cerambícidos el nicho de los árboles debilitados o recién muertos, por lo que, localizando a los escolítidos, es probable que también se encuentre un hospedador adecuado. La llegada de larvas de cerambícidos suele ser perjudicial para una población de escolínidos, ya que las larvas de cerambícidos normalmente los superan con su mayor tamaño y movilidad, o actúan como depredadores directos de ellos (esta última práctica es menos común, pero se ha observado en varias especies, en particular Monochamus carolinensis). A su vez, se ha observado que los cerambícidos desempeñan un papel en la atracción de otros barrenadores de la madera a un hospedador. Borgemeister, et al. 1998, registraron que la actividad de los cerambícidos en ramitas desmochadas liberaba volátiles atractivos para algunos bostríquidos, especialmente Prostephanus truncatus[6] Unos pocos cerambícidos, como Arhopalus sp., están adaptados para aprovecharse de árboles recientemente muertos o heridos por incendios forestales detectando y persiguiendo los volátiles del humo.

### Depredadores

#### Parasitoides
En Norteamérica los Cerambícidos nativos son ampliamente víctimas de Ontsira mellipes. O. mellipes puede ser útil para controlar una plaga forestal de esta misma familia, Anoplophora glabripennis, que es invasora en Norteamérica. (Ontsira es un género de avispas parasitoides de la familia Doryctinae).

## Galería de fotos

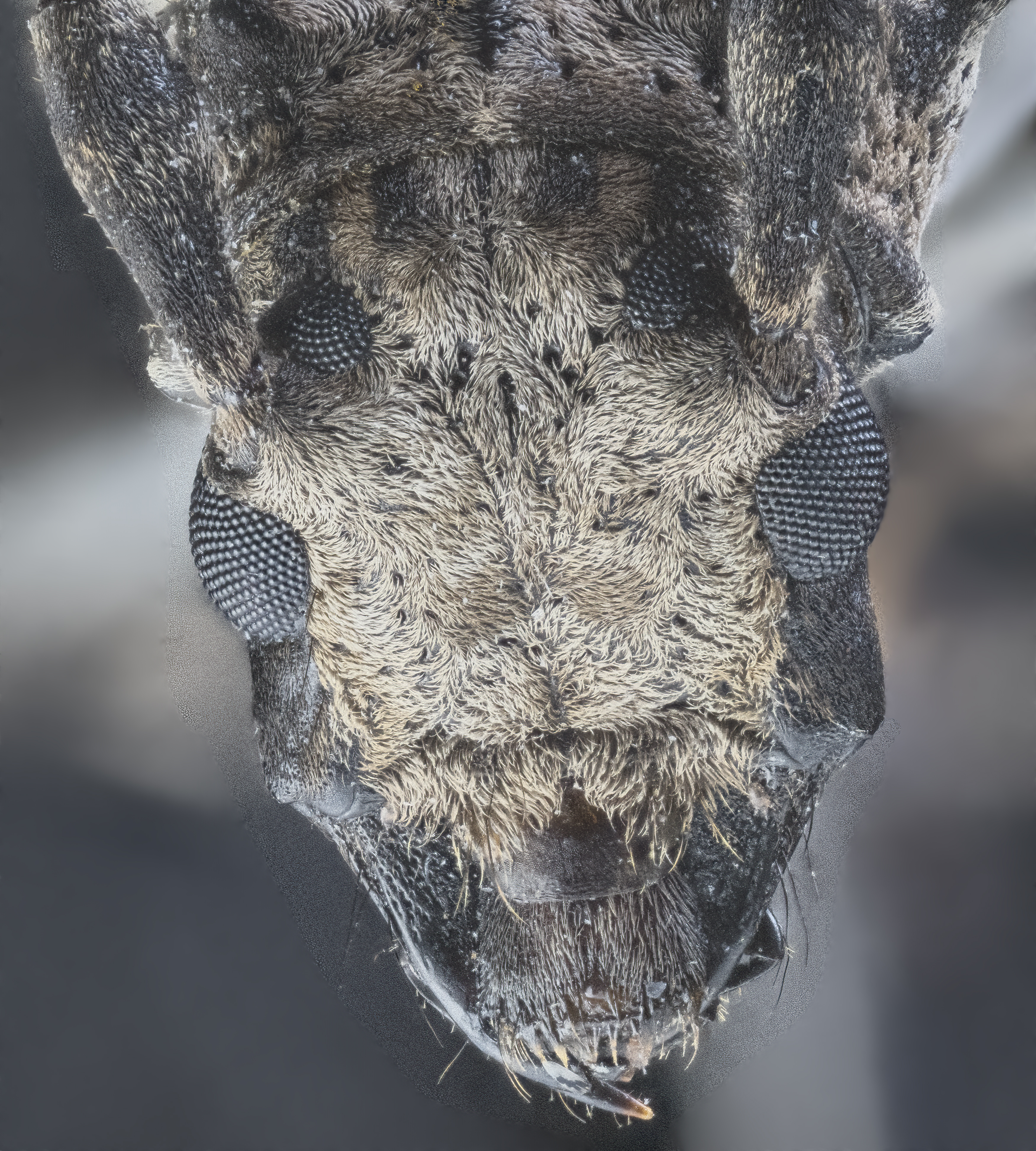
Cerambycidae escarabajo, frente.
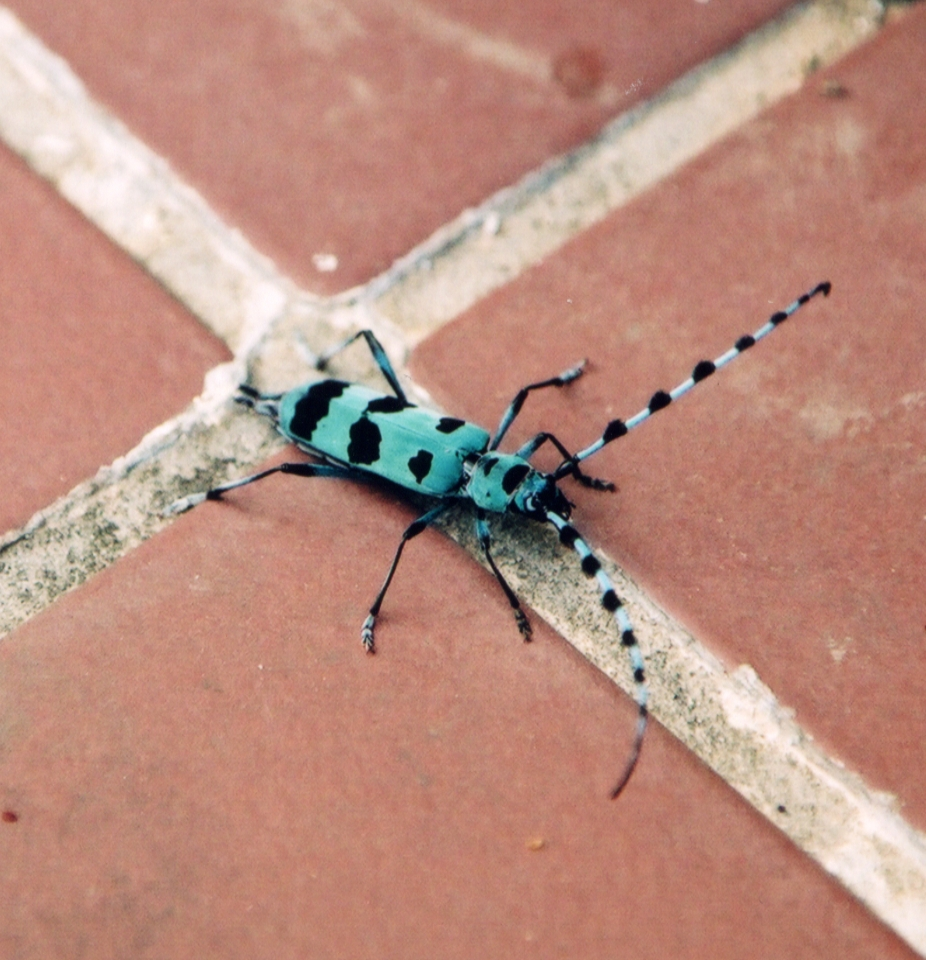
Rosalia batesi
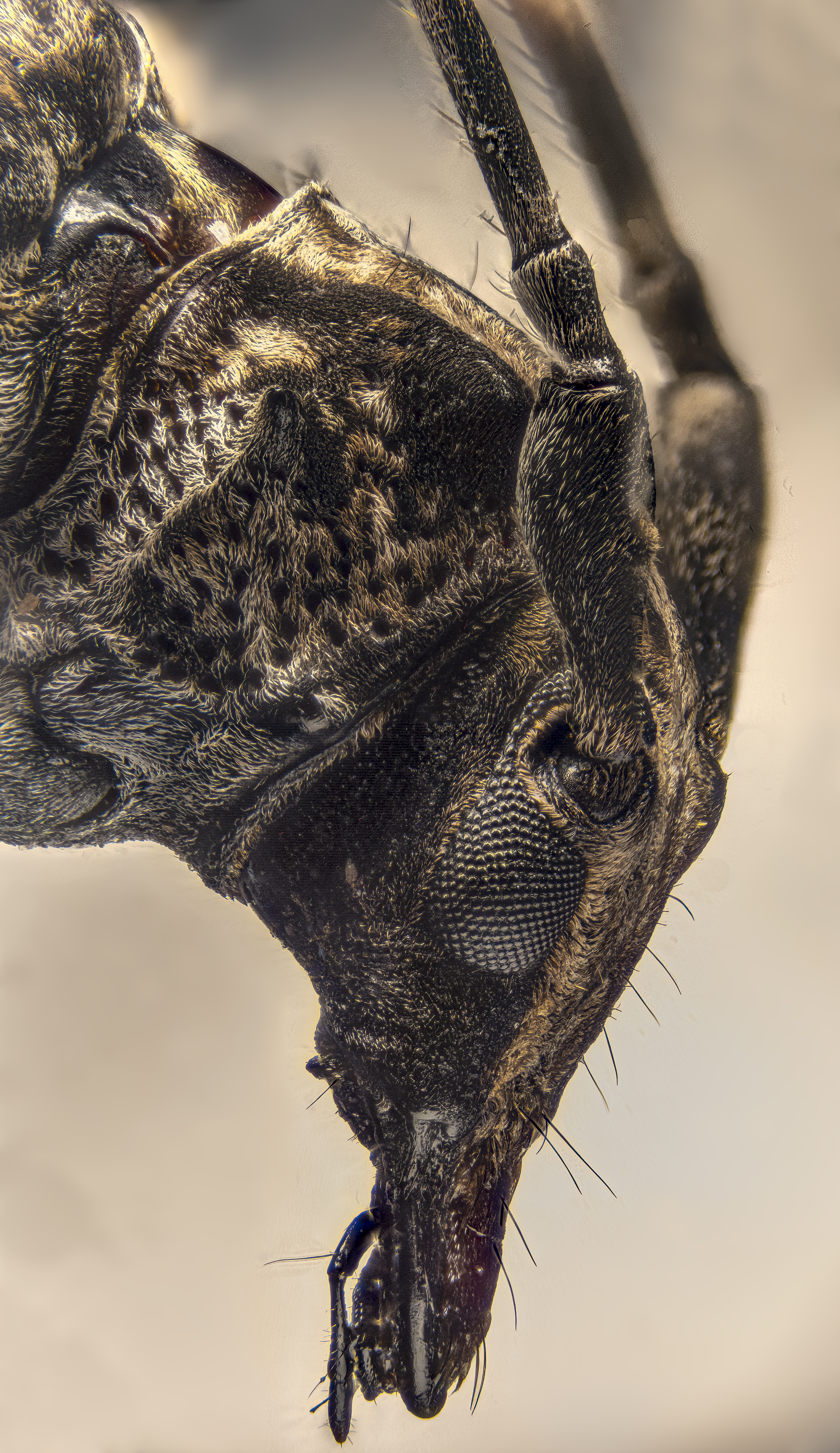
Cerambycidae cabeza de perfil.
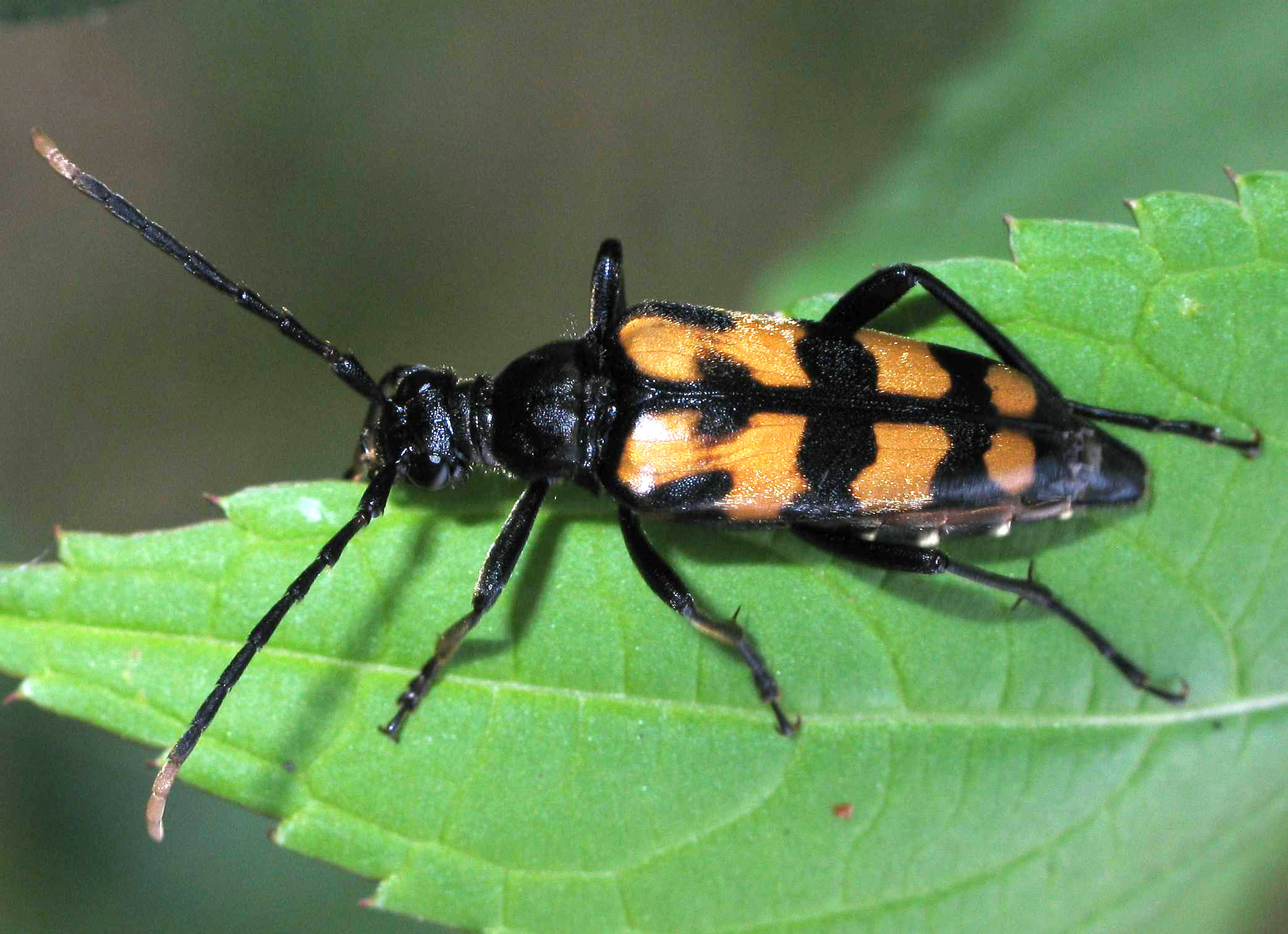
Leptura quadrifasciata
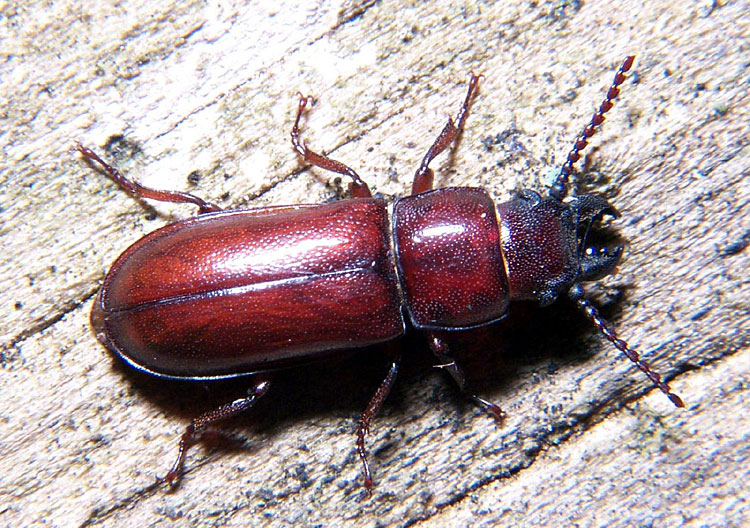
Archandra brunnea
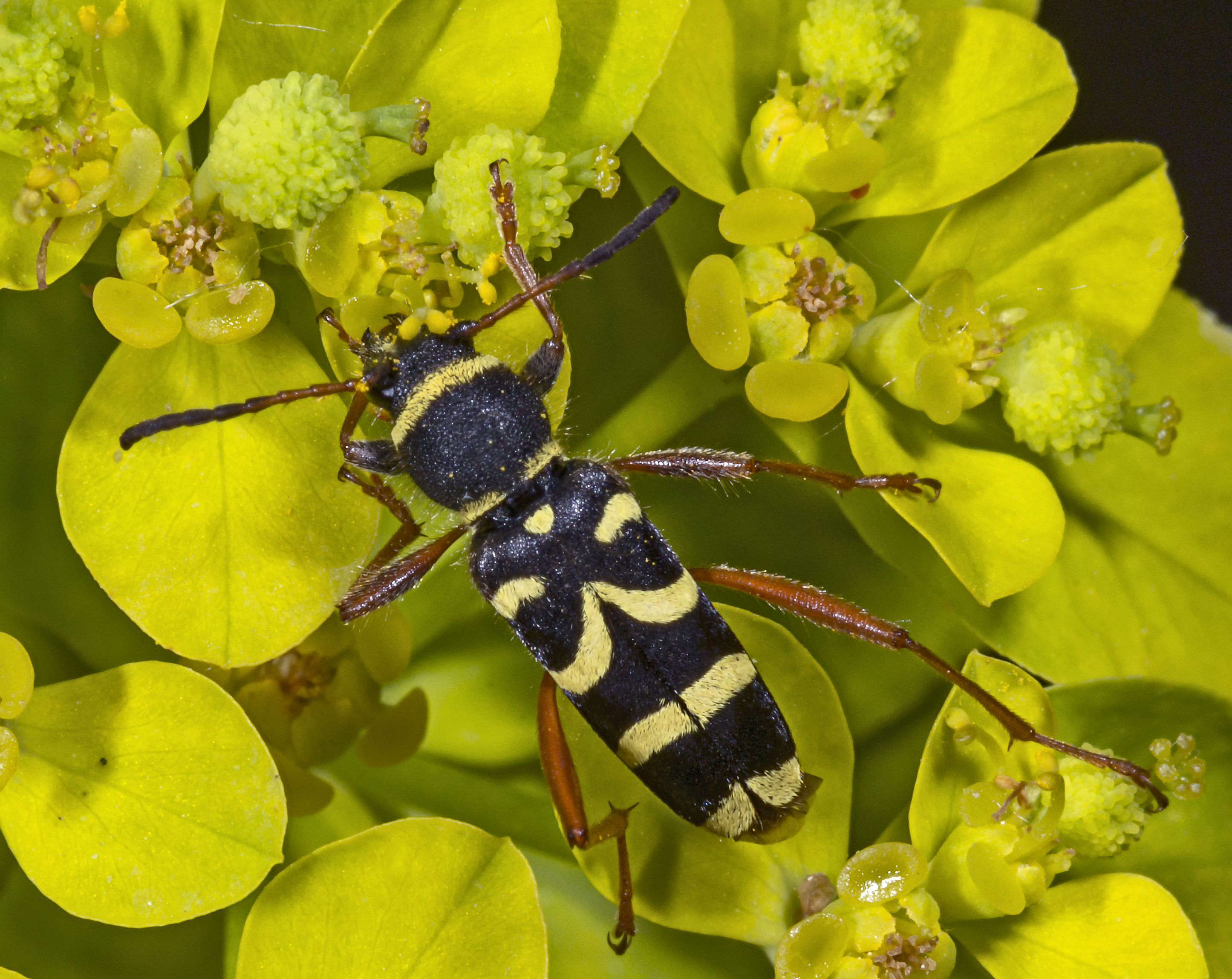
Clytus arietis
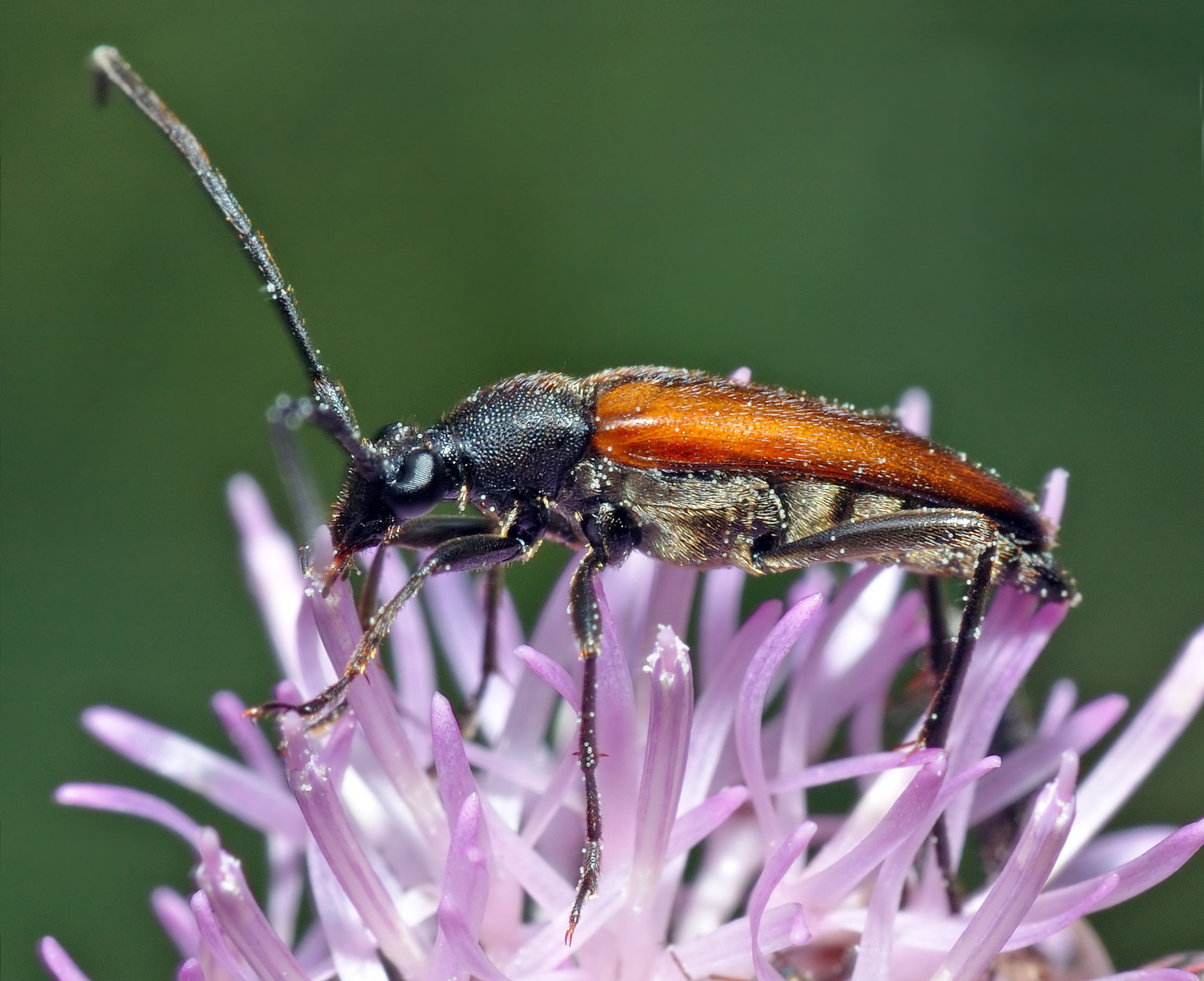
Stenurella melanura
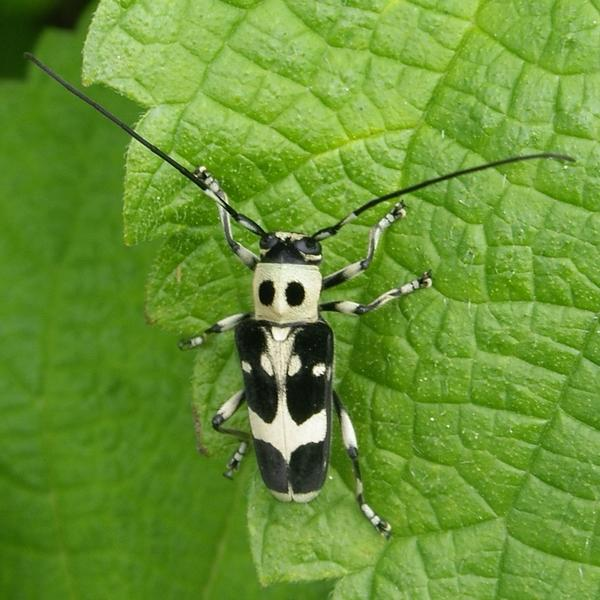
Paraglenea fortunei
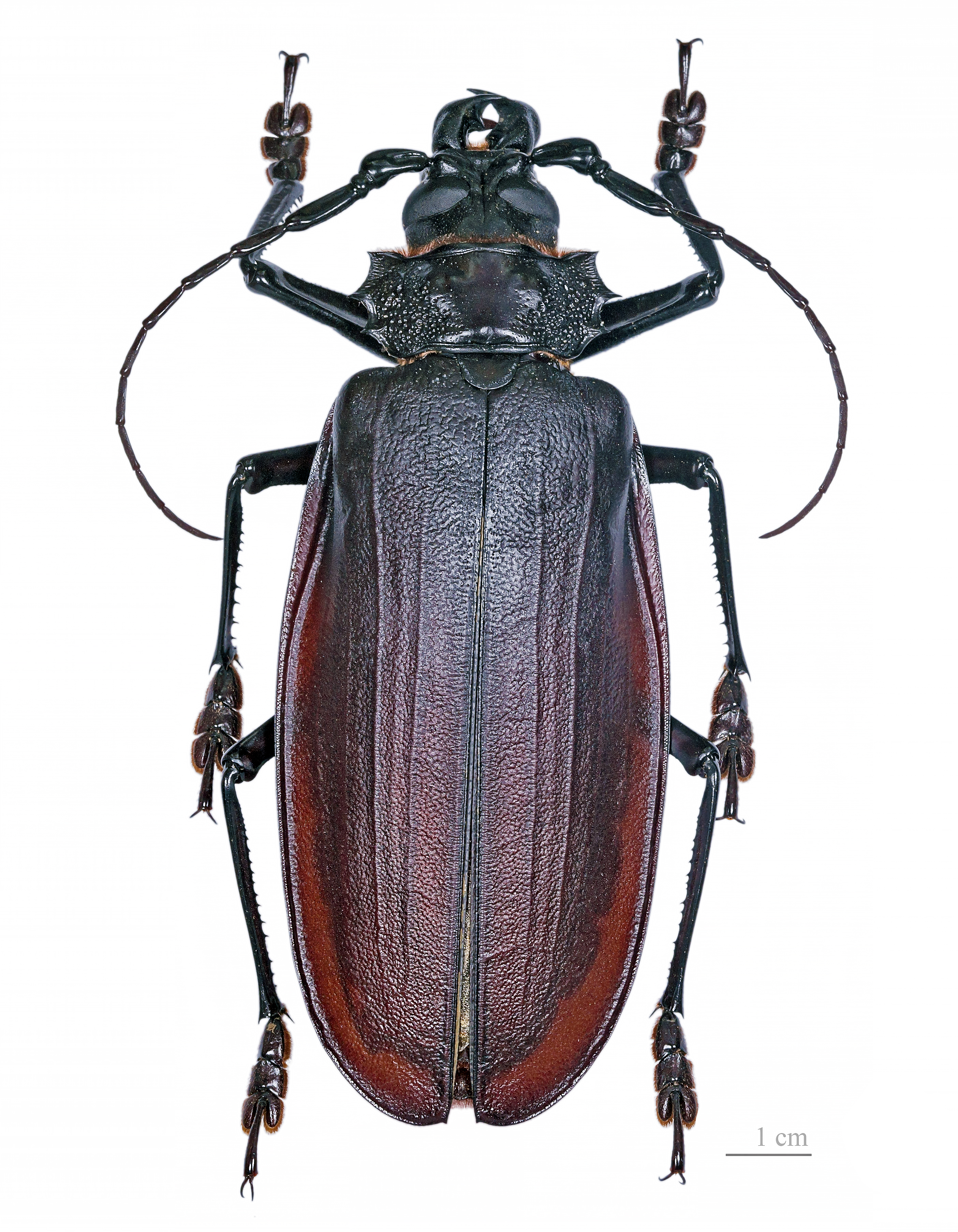
Titanus giganteus
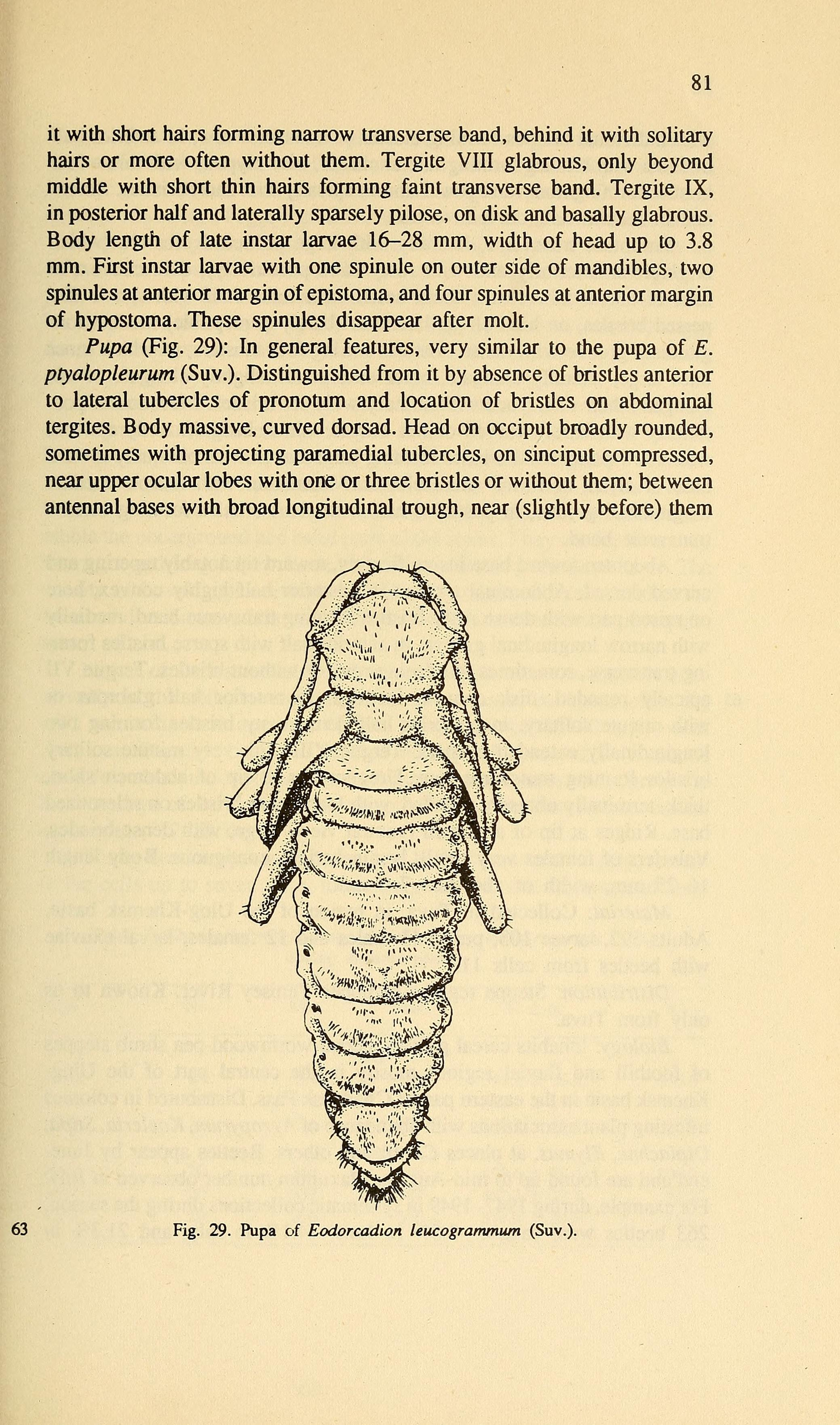
Cerambycidae del norte de Asia. A.I. Cherepanov
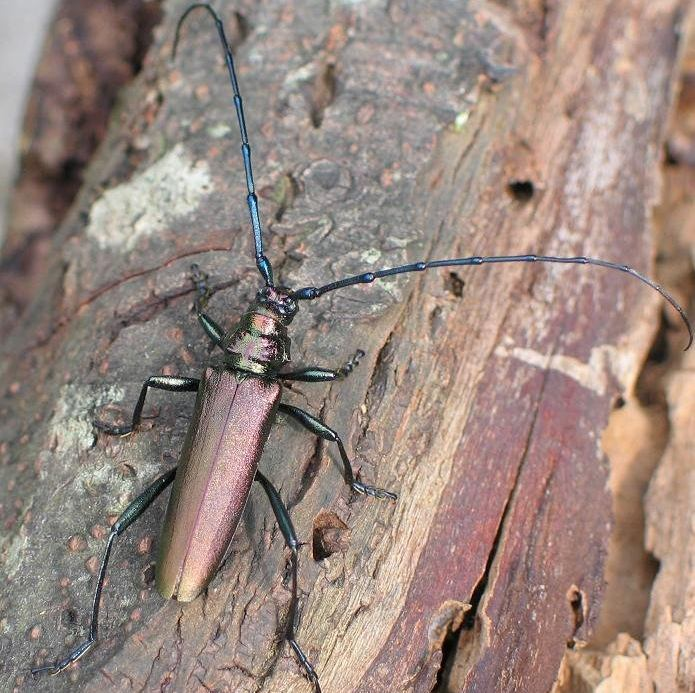
Aromia moschata
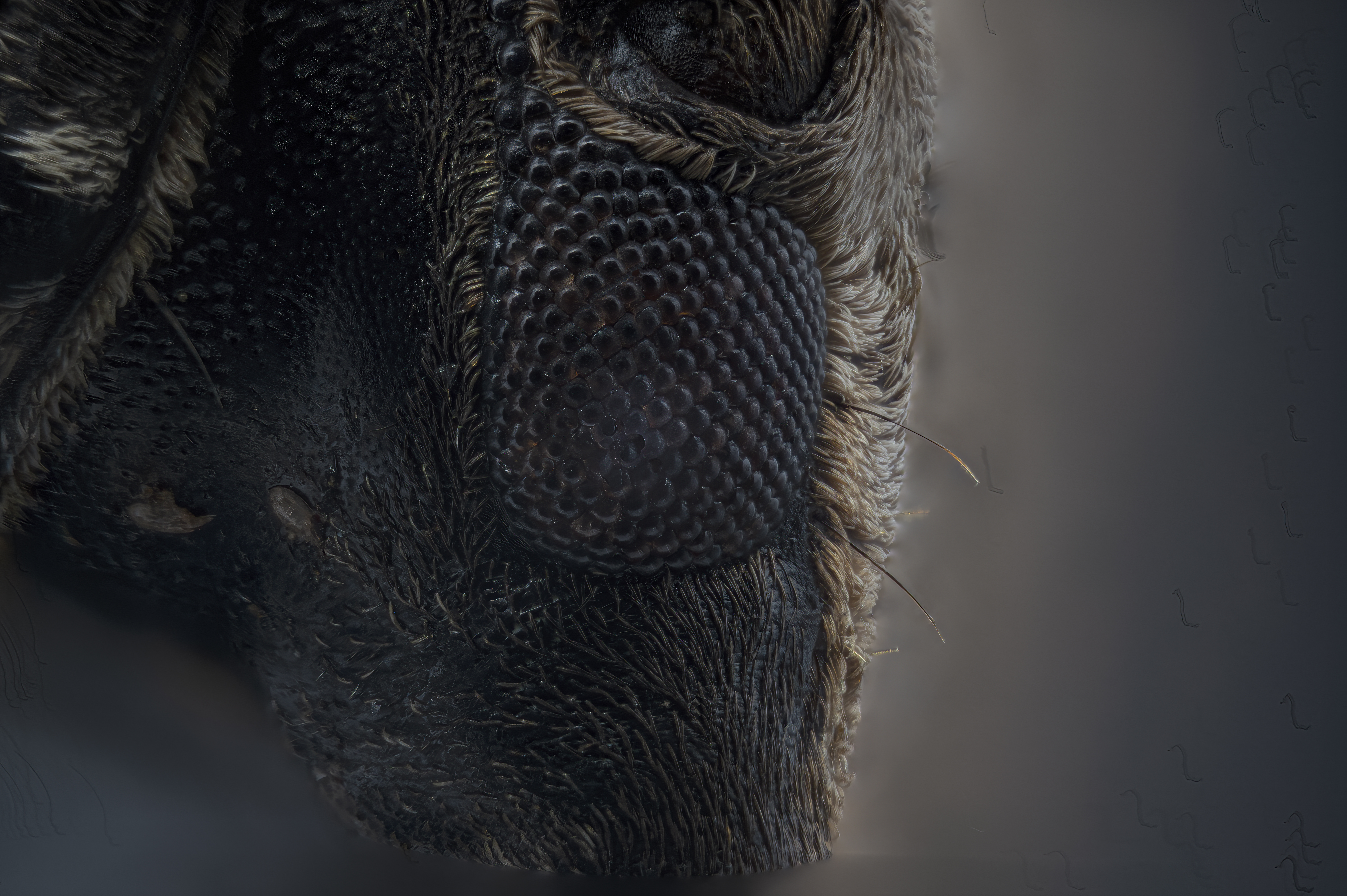
Escarabajo longicornios